# Campeonato Piauiense de Futebol de 1972
O Campeonato Piauiense de Futebol de 1972 foi o 32º campeonato de futebol do Piauí. A competição foi organizada pela Federação Piauiense de Desportos e o campeão foi o Tiradentes.
Participaram do torneio River, Flamengo, Piauí, Tiradentes, Fluminense, Botafogo, Comercial, Parnahyba e Auto Esporte.

## Premiação
| Campeonato Piauiense de Futebol de 1972 |
| --------------------------------------- |
| TIRADENTES Campeão (1º título)          |